# District de Tank
Le district de Tank (en ourdou : ٹانک) est une subdivision administrative de la province Khyber Pakhtunkhwa au Pakistan. Constitué autour de sa capitale Tank, le district est entouré par le Waziristan du Sud à l'ouest et au nord, le district de Lakki Marwat à l'est et enfin le district de Dera Ismail Khan au sud.
Créé en 1992, le district compte près de 500 000 habitants en 2023. Sa population surtout rurale vit principalement de l'agriculture et le district est pauvre et excentré. C'est un fief politique islamiste. Il est frontalier avec les régions tribales.  

## Histoire
La région de Tank a été sous la domination de diverses puissances au cours de l'histoire, notamment le Sultanat de Delhi puis l'Empire moghol. Elle a ensuite été prise par l'Empire sikh en 1818, puis en 1848, elle est conquise par le Raj britannique.
En 1947, Tank est intégré au Pakistan à la suite de la partition des Indes, bien que la zone ait longtemps soutenu le mouvement Khudai Khidmatgar qui s'était opposé au mouvement pour le Pakistan. Le district est créé en 1992 alors qu'il existait auparavant en tant que tehsil du district de Dera Ismail Khan.
La ville de Tank était auparavant connectée au réseau de chemin de fer via Lakki Marwat, mais la ligne a été abandonnée.

## Démographie
Lors du recensement de 1998, la population du district a été évaluée à 238 216 personnes, dont 15 % d'urbains. Le taux d'alphabétisation était de 26 % environ, soit bien moins que les moyennes nationale et provinciale de 44 % et 35 % respectivement. Il se situait à 42 % pour les hommes et 9 pour les femmes, soit un différentiel de 33 points, bien supérieur aux 23 points pour l'ensemble du pays ainsi qu'à celui de la province de 32 points.
Le recensement suivant mené en 2017 pointe une population de 391 885 habitants, soit une croissance annuelle de 2,7 %, supérieur à la moyenne nationale de 2,4 % mais inférieur à la moyenne provinciale de 2,9 %. Le taux d'urbanisation descend un peu, à 12 % tandis que l'alphabétisation grimpe à 41 %, dont 60 % pour les hommes et 22 % pour les femmes.
En 2023, la population atteint 470 293 habitants, avec une urbanisation un peu en baisse. L'alphabétisation est stable à 41 %, bien moins que la moyenne provinciale de 51 %, dont 57 % pour les hommes et 23 % pour les femmes. Signe de la vitalité démographique du district, 17,8 % de la population est âgée de moins de cinq ans, contre 15,6 % pour la province et 15,2 % pour le pays.
La population est essentiellement pachtoune et parle le pachto, à près de 83 %, tandis que 16 % parlent saraiki, selon le recensement de 2023. 
Le district est largement musulman (99,7 % de la population en 2023) et a de très faibles minorités religieuses : 1 164 chrétiens et quelques rares hindous et sikhs. Les conditions de vie des minorités religieuses sont très difficiles. Avant 1947, les hindous et sikhs étaient plus nombreux mais plus de 90 % sont partis en Inde entre 1947 et 1949.

## Administration

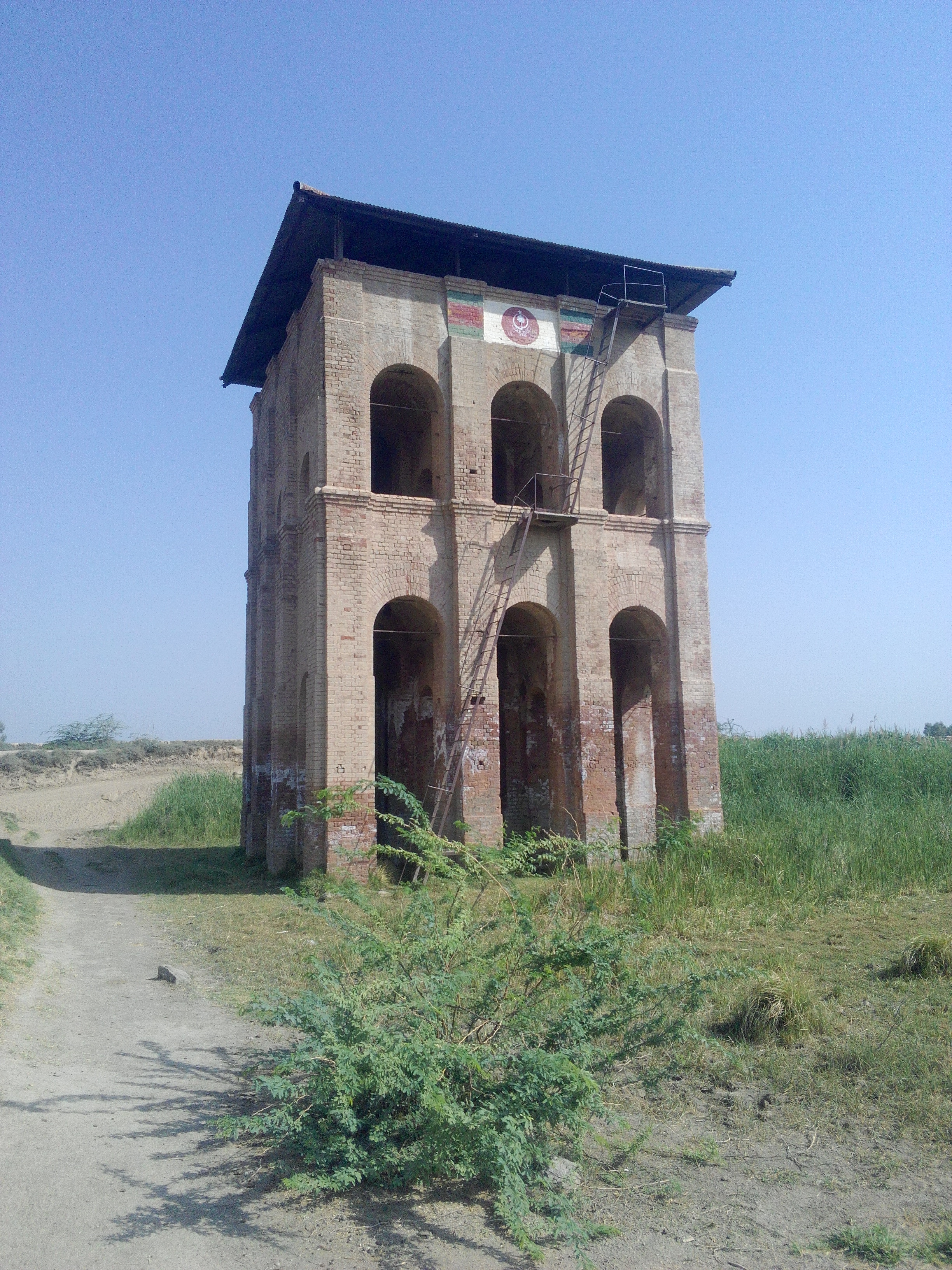
Bâtiment désaffecté de l'ancienne gare de Tank.

Le district ne compte qu'un seul tehsil, qui porte le nom de son district, ainsi que 16 Union Councils.
Seule la capitale de district Tank est considérée comme une ville par les autorités de recensement. Elle réunit près de 11 % de la population totale du district. 
| Ville | Population (rec. 2023) |
| ----- | ---------------------- |
| Tank  | 49 172                 |

## Insurrection islamiste
Le district, qui possède une frontière commune avec le Waziristan du Sud, est situé au cœur de l'insurrection islamiste qui oppose l'armée pakistanaise aux insurgés talibans pakistanais. En 2009, quand l'opération Rah-e-Nijat est lancée dans la zone, de nombreux déplacés sont accueillis dans des camps de réfugiés.

## Politique
De 2002 à 2018, le district est représenté par la circonscription no 19 à l'Assemblée provinciale de Khyber Pakhtunkhwa. Lors des élections législatives de 2008, elle a été remportée par un candidat du Parti national Awami, et durant les élections législatives de 2013 par un candidat de la Jamiat Ulema-e-Islam.
Avec la réforme électorale de 2018, le district gagne en représentation. Il est alors représenté par la circonscription no 37 à l'Assemblée nationale ainsi que la no 94 de l'Assemblée provinciale. Lors des élections législatives de 2018, les deux circonscriptions ont été remportées par des candidats de l'alliance islamiste Muttahida Majlis-e-Amal. 
| Parti                                        | Voix (provincial) | %       | Élus nationaux | Élus provinciaux |
| -------------------------------------------- | ----------------- | ------- | -------------- | ---------------- |
| Muttahida Majlis-e-Amal                      | 27 651            | 36,33 % | 1              | 1                |
| Parti national Awami                         | 15 482            | 20,34 % | 0              | 0                |
| Mouvement du Pakistan pour la justice        | 14 612            | 19,20 % | 0              | 0                |
| Autres partis                                | 1 522             | 2,00 %  | 0              | 0                |
| Indépendants                                 | 16 845            | 22,13 % | 0              | 0                |
| Total exprimés (participation : 43,7 %)      | 76 112            | 100 %   | 1              | 1                |
| Source : Commission électorale du Pakistan,. |                   |         |                |                  |